# 山岸良二
山岸 良二（やまぎし りょうじ、1951年-　）は、日本の考古学者。専門は日本考古学。

## 来歴
東京都品川区生まれ。品川区立品川小学校卒。私立駒場東邦中高等学校卒。慶應義塾大学文学部入学。慶應義塾大学大学院文学研究科修士課程修了。
大田区立糀谷中学校講師を経て元東邦大学付属東邦中学校・高等学校教諭(～2019)、習志野市文化財審議会会長。日本考古学協会全国理事。厚生労働省派遣戦没者遺骨収集事業考古学専門員としてパラオ共和国ペリリュー島アンガウル島へ年5回現地で考古学発掘調査指導（2022～）

## 著書
- 『方形周溝墓』 ニューサイエンス社 1981
- 『科学はこうして古代を解き明かす 考古学の先端サイエンスが歴史を塗り変える』 河出書房新社 Kawade夢新書 1996
- 『縄文人・弥生人101の謎』新人物往来社 1997
- 『入門者のための考古学教室』同成社 1998
- 『考古学のわかる本』同成社 2000
- 『古代史の謎はどこまで解けたのか 戦後発掘された遺跡が語る日本のルーツ』PHP新書 2006
- 『改訂版　入門者のための考古学教室』同成社 2006
- 『すっきりわかる最新発掘古代史30の真相』新人物文庫 2010
- 『日本考古学の現在(いま)』同成社 市民の考古学 2011
- 『日曜日の考古学』東京堂出版 2013
- 『新版　入門者のための考古学教室』 同成社 2014
- 『ここまで解けた縄文・弥生という時代』 河出新書 2022

### 共編著
- 『不思議日本史』松尾光共編 主婦と生活社 1988
- 『原始・古代日本の墓制』編 同成社 1991
- 『逆説の日本古代史』 松尾光共編 KKベストセラーズ 1992
- 『日本古代史事典』 松尾光らと共編 大和書房 1993
- 『古代日本の稲作』武光誠共編 雄山閣出版 1994
- 『争乱の日本古代史 古代人の戦いと政権抗争の謎に迫る』 松尾光共著 広済堂ブックス 1995 のち新人物文庫
- 『関東の方形周溝墓』編 同成社 1996
- 『文化財を探る科学の眼』全4巻 平尾良光共編 国土社 1998-99
- 『邪馬台国事典』改訂版 武光誠共編 同成社 1998
- 『古代日本がわかる事典 読む・知る・愉しむ』 松尾光共著 日本実業出版社 1999
- 『邪馬台国を知る事典』 武光誠共編 東京堂出版 1999
- 『原始・古代の日本海文化』 武光誠共編 同成社 2000
- 『原始・古代日本の集落』編 同成社 2004
- 『古代史発掘総まとめ 2003-2004』 編著 歴研「日本史」ブックレット 2004
- 『卑弥呼』 監修 ポプラ社 2004
- 『古代日本の大常識』 監修 ポプラ社 2005
- 『方形周溝墓研究の今 宇津木向原遺跡発掘40周年記念シンポジウム記録集』 椙山林継共編 雄山閣 2005
- 『原始・古代日本の祭祀』 椙山林継共編 同成社 2007
- 『日本の歴史 Ⅰ』 監修 ポプラ社 2009
- 『日本の古代史ミステリー』武光、松尾らと共編 新人物往来社 2010
- 『聖徳太子』 監修 ミネルヴァ書房 2011
- 『聖武天皇』 監修 ミネルヴァ書房 2011
- 『小野妹子』 監修 ミネルヴァ書房 2011
- 『卑弥呼』 監修 ミネルヴァ書房 2011
- 『秋山好古と習志野』 編著 同刊行会 2011
- 『鑑真』 監修 ミネルヴァ書房 2012
- 『クローズアップ日本の歴史 Ⅰ 縄文人と弥生人』 監修 ポプラ社 2015
- 『いっきに学び直す日本史教養編 古代・中世・近世』 監修 東洋経済 2016
- 『いっきに学び直す日本史実用編 近代・現代』 監修 東洋経済 2016
- 『秋山好古と習志野騎兵旅団』 編著 雄山閣 2019
- 『テーマ別だから理解が深まる日本史』 監修 朝日新聞出版 2020
- 『戦況図解　古代争乱』 監修 三栄 2020
- 『いちばんエライ人でわかる日本史』 監修 朝日新聞出版 2021
- 『るるぶ 縄文』 監修 JTB 2022
- 『歴史人 縄文と弥生』 監修 2023

## 論文
- Cinii